# زلیمخان موتسوف
زلیمخان موتسوف (زاده ۱۳ اکتبر ۱۹۵۹ در تفلیس، گرجستان) میلیاردر، کارآفرین، و سیاستمدار اهل گرجستان است.ثروت موتسوف در سال ۲۰۱۳ در رتبه‌بندی ۲۰۰ نفری روسیه ۱٫۵ میلیارد دلار برآورد شد و با این ثروت در جایگاه ۶۸ ام قرار گرفت. وی همچنین معاون دومای دولتی روسیه در دوره‌های سوم، چهارم، پنجم و ششم و عضو فراکسیون حزب روسیه متحد است.او در کمیته دفاع دومای دولتی عضویت دارد.